# Bolbohamatum meridionale
Bolbohamatum meridionale es una especie de coleóptero de la familia Geotrupidae.

## Distribución geográfica
Habita en Sri Lanka.